# Charlie Gjedde
Charlie Rasmussen Gjedde (født 28. december 1979 i Holstebro) er en dansk speedwaykører. Han hører med til eliten af både dansk og international speedway. 
I sæsonen 2008 kører han for Belle Vue Aces i England, Outrup i Danmark, Rospiggarna i Sverige og i Zielona Gora i Polen.

## Meritter
Dansk U-21 mester 1995 
Hold-vm:
- Guld – 2006
- Sølv – 2002
- Bronze – 2003 – 2005

Dansk hold mester:
- Holstebro 1997
- Fredericia 2005

Årets kører i Swindon 2003 og 2004 
Årets kører i Oxford 2003 
"Elite League Best Pairs" i 2004 sammen med Leigh Adams